# Episodi di You Me Her (quarta stagione)
La quarta stagione della serie televisiva You Me Her, composta da 10 episodi, è andata in onda sul canale televisivo Audience Network, dal 9 aprile all'11 giugno 2019. 
In Italia la stagione è stata interamente pubblicata il 12 luglio 2019 su Netflix.
| nº | Titolo originale                                   | Titolo italiano                                                 | Prima TV USA   | Pubblicazione Italia |
| -- | -------------------------------------------------- | --------------------------------------------------------------- | -------------- | -------------------- |
| 1  | Triangular Peg, Meet Round Hole                    | Triangolo e cerchio non combaciano                              | 9 aprile 2019  | 12 luglio 2019       |
| 2  | The Saddest Clown Show Ever                        | Il più triste show di clown di sempre                           | 16 aprile 2019 | 12 luglio 2019       |
| 3  | The Deaf Leading the Blind Leading the Stupid      | Il sordo che guida il cieco che guida lo sciocco                | 23 aprile 2019 | 12 luglio 2019       |
| 4  | That's So Stupid and I'm Definitely Not Crying     | È una cosa così stupida che non sto affatto piangendo           | 30 aprile 2019 | 12 luglio 2019       |
| 5  | Santa Claus Rides Loch Ness Monster into Atlantis! | Babbo Natale che cavalca il mostro di Loch Ness verso Atlantide | 7 maggio 2019  | 12 luglio 2019       |
| 6  | Eat Your Strangers and Don't Talk to Vegetables!   | Faccia il bravo e non si comporti da pazzo!                     | 14 maggio 2019 | 12 luglio 2019       |
| 7  | Now Who's Got Egg in Her Hair?                     | Chi ha i capelli all'uovo?                                      | 21 maggio 2019 | 12 luglio 2019       |
| 8  | A Whole Bouillabaisse of Crazy                     | Una grande bouillabaisse di assurdità                           | 28 maggio 2019 | 12 luglio 2019       |
| 9  | I'm Popeye and You're My Beautiful Spinach         | Io sono Braccio di Ferro e tu i miei amati spinaci              | 4 giugno 2019  | 12 luglio 2019       |
| 10 | Who We Are... And Who We Aren't                    | Chi siamo... e chi non siamo                                    | 11 giugno 2019 | 12 luglio 2019       |

## Triangolo e cerchio non combaciano
- Titolo originale: Triangular Peg, Meet Round Hole
- Diretto da: Jem Garrard
- Scritto da: John Scott Shepherd

### Trama
Jack e Izzy non riescono ad avere rapporti sessuali, a causa della gravidanza di Emma. Inoltre la "troppia" avrà una sorpresa: infatti Emma non aspetta un solo figlio, ma è incinta di due gemelle.

## Il più triste show di clown di sempre
- Titolo originale: The Saddest Clown Show Ever
- Diretto da: Jem Garrard
- Scritto da: Michael Reisz

### Trama
Mentre Jack va a una lezione di yoga con il suo nuovo amico Nathan, Emma tiene d'occhio i suoi nuovi vicini Marty e Will. Nina intanto capisce che il lavoro di terapista non fa per lei.

## Il sordo che guida il cieco che guida lo sciocco
- Titolo originale: The Deaf Leading the Blind Leading the Stupid
- Diretto da: Jem Garrard
- Scritto da: John Scott Shepherd e Jackie Vleck

### Trama
Izzy fa amicizia con Nathan, il suo nuovo datore di lavoro, mentre Emma si fa prestare le figlie di Carmen, impegnata al lavoro, per poter partecipare al club TV organizzato da Marty.

## È una cosa così stupida che non sto affatto piangendo
- Titolo originale: That's So Stupid and I'm Definitely Not Crying
- Diretto da: Jem Garrard
- Scritto da: John Scott Shepherd

### Trama
Emma e Izzy vanno di nascosto a incontrare Gabe, affidando a Jack le figlie di Carmen.

## Babbo Natale che cavalca il mostro di Loch Ness verso Atlantide
- Titolo originale: Santa Claus Rides Loch Ness Monster into Atlantis!
- Diretto da: Jem Garrard
- Scritto da: John Scott Shepherd e Alex Koplow

### Trama
Emma, Izzy e Jack, colpevoli di aver commesso alcuni "polifalli", decidono di partecipare a un convegno del "policoach" Remi.

## Faccia il bravo e non si comporti da pazzo!
- Titolo originale: Eat Your Strangers and Don't Talk to Vegetables!
- Diretto da: Jem Garrard
- Scritto da: Jackie Vleck

### Trama
Emma e Jack regalano a Izzy la nuova porta di casa, concedendole di dipingerla del colore che preferisce, scatenando così l'ira dei vicini. Intanto Gabriel, il nipote di Jack, si finge pansessuale per conquistare Sasha, mentre Carmen e Dave, impegnato a pubblicizzare il suo libro, organizzano un appuntamento virtuale.

## Chi ha i capelli all'uovo?
- Titolo originale: Now Who's Got Egg in Her Hair?
- Diretto da: Jem Garrard
- Scritto da: Michael Reisz

### Trama
Mentre Izzy si trova costretta ad affrontare le conseguenze della notte brava, a base di uova, con Nathan, Emma e Jack decidono di andare contro il comitato di quartiere, facendo una petizione a favore dell'inserimento del colore della loro porta tra quelli permessi.

## Una grande bouillabaisse di assurdità
- Titolo originale: A Whole Bouillabaisse of Crazy
- Diretto da: Jem Garrard
- Scritto da: Michael Reisz e Jackie Vleck

### Trama
La "troppia" si trova a dover affrontare varie situazioni, mentre Nina si sente trascurata da Shaun.

## Io sono Braccio di Ferro e tu i miei amati spinaci
- Titolo originale: I'm Popeye and You're My Beautiful Spinach
- Diretto da: Jem Garrard
- Scritto da: Martina Monro

### Trama
Jack affronta finalmente sua madre, scoprendo tutta la verità su suo padre e la sua morte. Intanto Izzy cerca di consolare Nathan, il quale ha deciso di licenziarsi dal lavoro di vicepreside.

## Chi siamo... e chi non siamo
- Titolo originale: Who We Are... And Who We Aren't
- Diretto da: Jem Garrard
- Scritto da: John Scott Shepherd

### Trama
Izzy organizza una festa a sorpresa per Jack ed Emma, aiutata anche da Lala e dagli altri vicini.